# Affaire Constance Kent
L’affaire Constance Kent ou meurtre de Road Hill House (The Road Hill House Murder) est une affaire criminelle britannique qui débute dans la nuit du 29 au 30 juin 1860 à Road Hill house, située dans le village de Rode, dans le comté de Somerset en Angleterre, où demeure la famille Kent. Constance Kent, âgée de 16 ans, y assassine son demi-frère âgé de 4 ans, acte qu'elle reconnaîtra quelques années plus tard.
Cette affaire est présentée comme étant la première enquête menée par Scotland Yard hors de Londres. Elle a inspiré les premiers auteurs de romans policiers britanniques.

## Les faits
Vers 7h15 du matin, Elizabeth Gough, la nurse du jeune Francis Saville Kent, alors âgé de presque quatre ans, informe la mère de l'enfant, Madame Kent que celui-ci a disparu. Après de rapides recherches, son corps inanimé est retrouvé à l'extérieur de la maison. Il a la gorge tranchée et un poignard planté dans la poitrine. Aucune trace de sang n'est constatée dans la maison mais la fenêtre du salon a été trouvée ouverte alors que normalement celle-ci aurait du être close.

## La victime
Francis Saville Kent est le fils de Samuel Saville Kent et de sa seconde épouse Mary Drewe Pratt Kent. Il allait avoir 4 ans lorsqu'il a été assassiné par sa demi-sœur Constance.

## La suspecte
Constance Emily Kent, née à Sidmouth le 6 février 1844, avoua le meurtre de son demi-frère alors qu’elle avait 16 ans lors des faits ce qui explique que sa condamnation à mort fut commuée en détention.
Elle est la cinquième fille et la neuvième enfant de Samuel Saville Kent et de sa première épouse, Mary Ann (1808–1852), décédée au moment des faits. Après sa libération, elle émigra en Australie au début de l'année 1886 et prit le nom de Ruth Emilie Kay. Elle fit des études d'infirmière et travailla dans l'hôpital côtier de Little Bay, à Sydney et mourut dans cette même ville le 10 avril 1944, à l'âge de 100 ans.

## Le mobile
Constance Kent vécut certainement la mort prématurée de sa mère comme un drame. Son père épousa ensuite la gouvernante de la maison ce qui entraina la jalousie des aînés, confrontés à un certain favoritisme dont pouvaient bénéficier leurs demi-frères et demi-sœurs cadets élevés par leur mère. Constance qui souffrait d'un fort ressentiment envers cette femme, tenta de s'enfuir mais fut envoyée en pension. Il est possible que ce ressentiment la poussa alors à commettre ce crime envers le plus jeune fils de sa belle-mère alors que celle-ci attendait son quatrième enfant.

## L'enquête

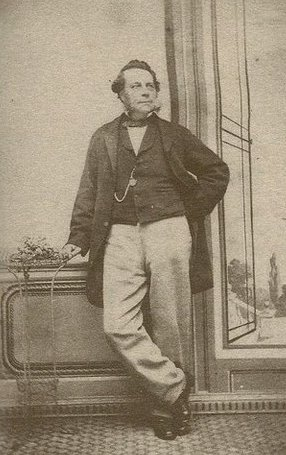
Jonathan Whicher

Jonathan Whicher (dit aussi Jack Whicher), détective et membre de la Detective Branch, instituée à Scotland Yard en 1842 est le principal enquêteur. Après avoir un temps suspecté la nurse, les soupçons de Whicher se tournèrent vers Constance Kent, issue d’un premier mariage de son père, en raison d'une de ses chemises de nuit manquantes lui appartenant, disparue car souillée de sang.
Les magistrats ordonnèrent dés lors son arrestation et donnèrent une semaine à ce policier pour boucler son enquête. Le père de Constance Kent procura à sa fille un avocat qui réussit à la faire libérer sous caution. L’affaire fut classée. Cependant, cinq ans plus tard, en 1865, Constance avoua son crime à un prêtre dénommé Arthur Wagner qui lui demanda de se livrer à la justice. À la cour d'assises de Devizes , Constance Kent plaida coupable et fut condamnée à mort mais sa peine fut commuée en 20 ans de prison en raison de son jeune âge.
Selon Jérôme de Brouwer, historien du droit à l’Université Libre de Bruxelles, « c’est la première fois que Scotland Yard va enquêter hors de la capitale, alors que le Metropolitan Police Act, en 1829, n’organise que la police de Londres ». Il précise, en outre, que Jonathan Whicher est le l'enquêteur le plus âgé et le plus expérimenté de la « Detective Branch », créée en 1842.

## Postérité
L'affaire fut à l'origine de nombreux commentaires, notamment dans la presse britannique à l'époque et reste attachée à l'histoire criminelle du Royaume-Uni, celle de Scotland Yard, influençant ainsi de nombreux auteurs d'ouvrages d'enquêtes puis de romanciers tels que Wilkie Collins qui publia ses premiers romans policiers durant cette période avec un enquêteur évoquant Jonathan Whicher, Mary Elizabeth Braddon qui s'inspira même des faits dans ses romans, mais aussi Charles Dickens, Henry James (et son roman Le Tour d'écrou), Arthur Conan Doyle et Agatha Christie.
Cecil Street a écrit un ouvrage sur cette affaire criminelle sous le titre The Case of Constance Kent ( (ISBN 9783690604710)) mais en signant ce livre sous le pseudonyme de John Rhode.
La femme de lettre britannique Kate Summerscale est l'auteure d'un roman dénommé L’Affaire de Road Hill House. L’Assassinat du petit Saville Kent, (The Suspicions of Mr Whicher or The Murder at Road Hill House), publié en 2008. Malgré la réalité des faits, ce récit se présente comme une oeuvre de fiction dans le plus pur style du roman policier victorien.
Les Soupçons de monsieur Whicher (The Suspicions of Mr Whicher: The Murder at Road Hill House) est un téléfilm policier britannique réalisé en 2011 par James Hawes qui s'inspire directement de cette affaire avec l'actrice  britannique Alexandra Roach dans le rôle de Constance Kent.

## Référence
1. ↑  « L’affaire Constance Kent », sur ledroitcriminel.fr (consulté le 5 août 2025).
2. ↑  Site findagrave.com, page sur la tombe de Francis Saville Kent.
3. ↑  J.J. MacRitchie, « The Curious Case of Constance Kent », sur strathfield.nsw.gov.au (consulté le 5 août 2025).
4. ↑  « Scotland Yard : l'assassinat du petit Francis Kent à Road Hill House en 1860 », sur rtbf.be (consulté le 5 août 2025).
5. ↑  Site londresinsolite.com, article "Sherlock Holmes : Un Mythe Fictif et Historique".
6. ↑  Site elle.fr, article de Pascale Fey "Elémentaire ma chère Kate !".
7. ↑  paru en français chez Christian Bourgois Éditeur, (ISBN 978-2-267-01981-0).
8. ↑  Site journals.openedition.org, texte intégral de Simone Rinzler : De quoi la transparence est-elle le nom ? Le cas de The Suspicions of Mr Wicher.